# Ник Уекслър
Ник Уекслър (на английски: Nick Wechsler) е американски актьор, познат с ролята си на Кайл Валенти от телевизионния сериал „Розуел“ (1999-2002). Той участва в телевизионния сериал „Отмъщение“ (Revenge) в ролята на Джак Портър.
Веднага след като завършва средното си образование се мести в Холивуд. В началото получава малки роли. След „Розуел“, участва в „Малкълм“, „Терминатор: Хрониките на Сара Конър“ и други.